# Gissen
Gissen is met behulp van schattingen bepalen wat de snelheid van het schip is ten opzichte van het water.
Hiertoe wordt bij de boeg van het schip een stuk hout in het water gegooid; aan de achterzijde staat een tweede persoon die het aantal seconden telt dat het hout nodig heeft om het achterschip te passeren.
De lengte van het schip is bekend en met de formule:
3600 × (lengte schip (in km)/aantal secondes) geeft snelheid in km per uur.
In knopen (zeemijlen per uur) dit getal delen door 1,852
Als de positie van een schip alleen wordt bepaald uit de zo gemeten snelheid en de van het kompas afgelezen koers noemt men dit navigeren op gegist bestek. 
Door bijvoorbeeld vanaf Hoek van Holland 10 uur lang met een snelheid van 10 knopen een koers van 270 graden (pal West) te varen zou je 'precies' in Harwich moeten uitkomen. Door wind en stroming kan de werkelijke koers en snelheid aanzienlijk afwijken en zal het schip zich op een andere plaats kunnen bevinden dan de stuurman aanneemt, en zou het schip niet bij de haven maar op een ongewenste plaats kunnen uitkomen.
Het woord gissen wordt ook gebruikt voor schatten of raden in het algemeen. Een bekend gezegde in dit verband is "Gissen is missen".